# Hakoah Amidar Ramat Gan FC
Hakoah Amidar Ramat Gan Football Club (Hebreiska: מועדון כדורגל הכח עמידר רמת גן), är en israelisk fotbollsklubb baserad i Ramat Gan. Klubben spelar i serien Liga Leumit och på Winter Stadium i Ramat Shikma.

## Historia
Hakoah Vienna grundades 1909 av ett par sionister från Österrike vid namn Fritz "Beda" Löhrner och Ignaz Herman Körner. Under 1920-talet blev klubben välkänd och stöddes av judar världen över.
1924 och 1925 besökte Hakoah Vienna Brittiska Palestinamandatet. Senare emigrerade några tidigare spelare i klubben till Palestina och grundade Hakoah Tel-Aviv 1938.

### Storhetstid
1959 slogs Hakoah Tel Aviv samman med Maccabi Ramat Gan och den nybildade klubben fick namnet Hakoah Ramat Gan. Tel Aviv hade ett bra lag och Ramat Gan hade en egen arena, Gali-Gal. Under 1960-talet utvecklades klubben till ett av de starkaste och mest tongivande lagen inom israelisk fotboll och fram till 1970-talet vann det två ligatitlar och två nationella cuper.

### Dystra tider
Under 70-talet började Hakoah Ramat Gan att förlora i styrka och i slutet av 80-talet hade klubben relegerats till den halvprofessionella tredje divisionen. Efter skandaler på 90-talet misslyckades styrelsen i början av 2000 att leda klubben och man råkade ut för en ekonomisk kris. Skulderna var för höga och som straff för att klubben inte kunde betala dem förpassades Ramat Gan återigen till tredje divisionen. I slutet av 2002 var klubben bankrutt, men räddades i sista stund, till stor del på grund av fans som skänkte pengar.

### Återkomsten
2003 stabiliserades läget för Hakoah Ramat Gan och laget återvände till Liga Leumit (division 2). Under 2005 fortsatte laget att förbättras och det berodde delvis på sammanslagningen med den lilla men välmående klubben Maccabi Ramat Amidar. Efter 21 års frånvaro återvände Hakoah Ramat Gan till israeliska premier league år 2006.

## Arena
Hakoah Ramat Gan spelar sina matcher på Winter Stadium i Ramat Gan. Arenan rymmer 8000 åskådare.

## Segrar
- Israeliska mästerskapet (2): 1964/65, 1972/73.
- Nationella cuper (2): 1969, 1971.
- Österrikiska mästerskapet (som Hakoah Vienna): 1925

## Kända spelare
- Yigal Antebi
- Shlomi Edri
- Alon Harazi
- Moshe Onana
- Giora Spiegel
- Avi Tikva
- Vaidas Žutautas
- Jarosław Araszkiewicz